# Lucia Galeazzi Galvani
Lucia Galeazzi Galvani (Bolonia, 3 de junio de 1743-1788) fue una científica italiana. 
Era hija de Domenico Gusmano Galeazzi y Paola Mini. En 1762 contrajo matrimonio con el doctor Luigi Galvani, profesor en la Universidad de Bolonia desde 1775. En 1772, la pareja se mudó a su propia casa en Galeazzi, donde establecieron un laboratorio para el estudio de la anatomía animal. Lucia Galeazzi Galvani colaboró en la realización de los experimentos así como en cirugía y obstetricia; también colaboraron con Antonio Muzzi. Falleció de asma.